# Anton Friedrich Kahn

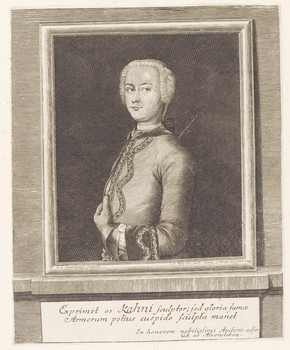
Anton Friedrich Kahn (1739)

Anton Friedrich Kahn (* 1713 in Echte; † 13. Mai 1797 in Helmstedt) war ein deutscher Fechtmeister.

## Leben

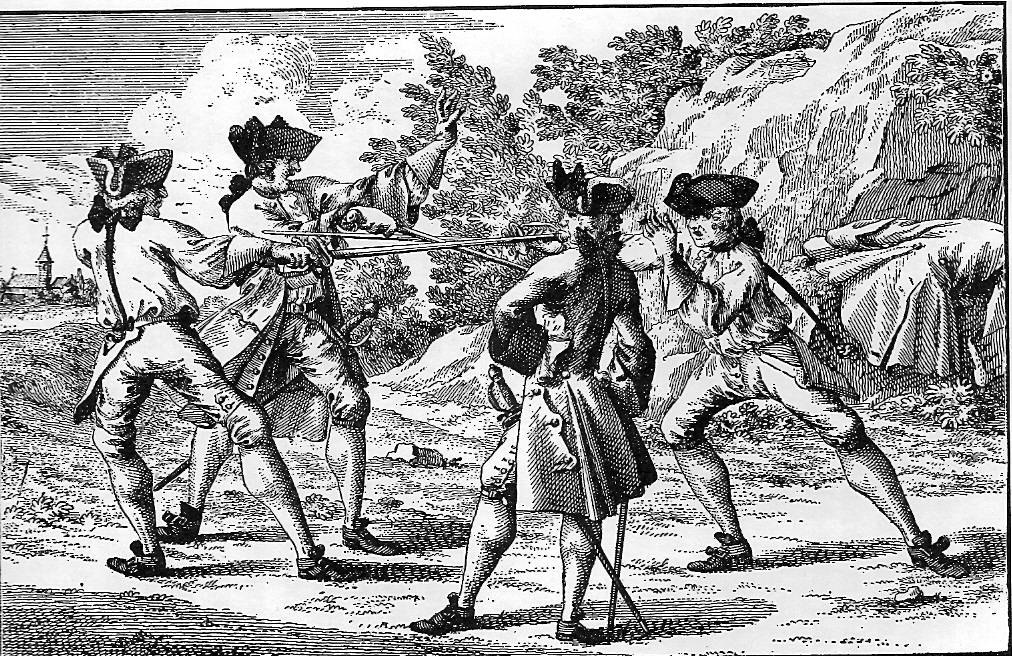
Georg Daniel Heumann: Studentisches Duell bei Göttingen um 1750

Kahn war Schüler der Fechtmeisterdynastie Kreußler in Jena und soll das Fechten wie diese auch in Italien erlernt haben. Er wurde nach den beiden ersten nur für kurze Zeit in Göttingen tätigen Fechtmeistern Anton Sebert (1734) und Krösewell (1735) der dritte Universitätsfechtmeister der Georg-August-Universität Göttingen und war hier von 1736 bis 1759 als einer der Exerzitienmeister der Universität für die Ausbildung der Studenten im Akademischen Fechten zuständig. Sein Nachfolger in Göttingen wurde für Zeit von 1759 bis 1790 der Universitätsfechtmeister J. F. Scholz, unter dem sich der Göttinger Hieber als studentische Fechtwaffe durchsetzte. Kahn ging von Göttingen nach Helmstedt; er wurde dort Oberfechtmeister der Universität Helmstedt und übte diese Tätigkeit bis zu seinem Tode aus.
1739 gab er in Göttingen sein grundlegendes Werk über die Fechtkunst heraus, illustriert durch den damaligen Universitätskupferstecher Christian Friedrich Fritzsch. Eine Überarbeitung seines Standardwerks erschien zu Beginn seiner Helmstedter Zeit 1761 dort.
Für seine Verdienste um die Leibesübungen im heutigen Niedersachsen wurde er in die Ehrengalerie des niedersächsischen Sports des Niedersächsischen Instituts für Sportgeschichte aufgenommen.

## Schriften
- Anfangsgruende der Fechtkunst: Nebst einer Vorrede von dem Nutzen der Fechtkunst und den Vorzuegen dieser Anweisung. Gedruckt bey Johann Christoph Rudolph Schultzen, Göttingen 1739.
- Anfangsgründe der Fechtkunst: nebst einer Vorrede in welcher eine kurze Geschichte der Fechtkunst vorgetragen und von dem Nutzen derselben wie auch von den Vorzügen dieser Anweisung gehandelt wird. Neue und vermehrte Ausgabe. Weygand, Helmstedt 1761.